# Isurium Brigantum
 (juillet 2025).

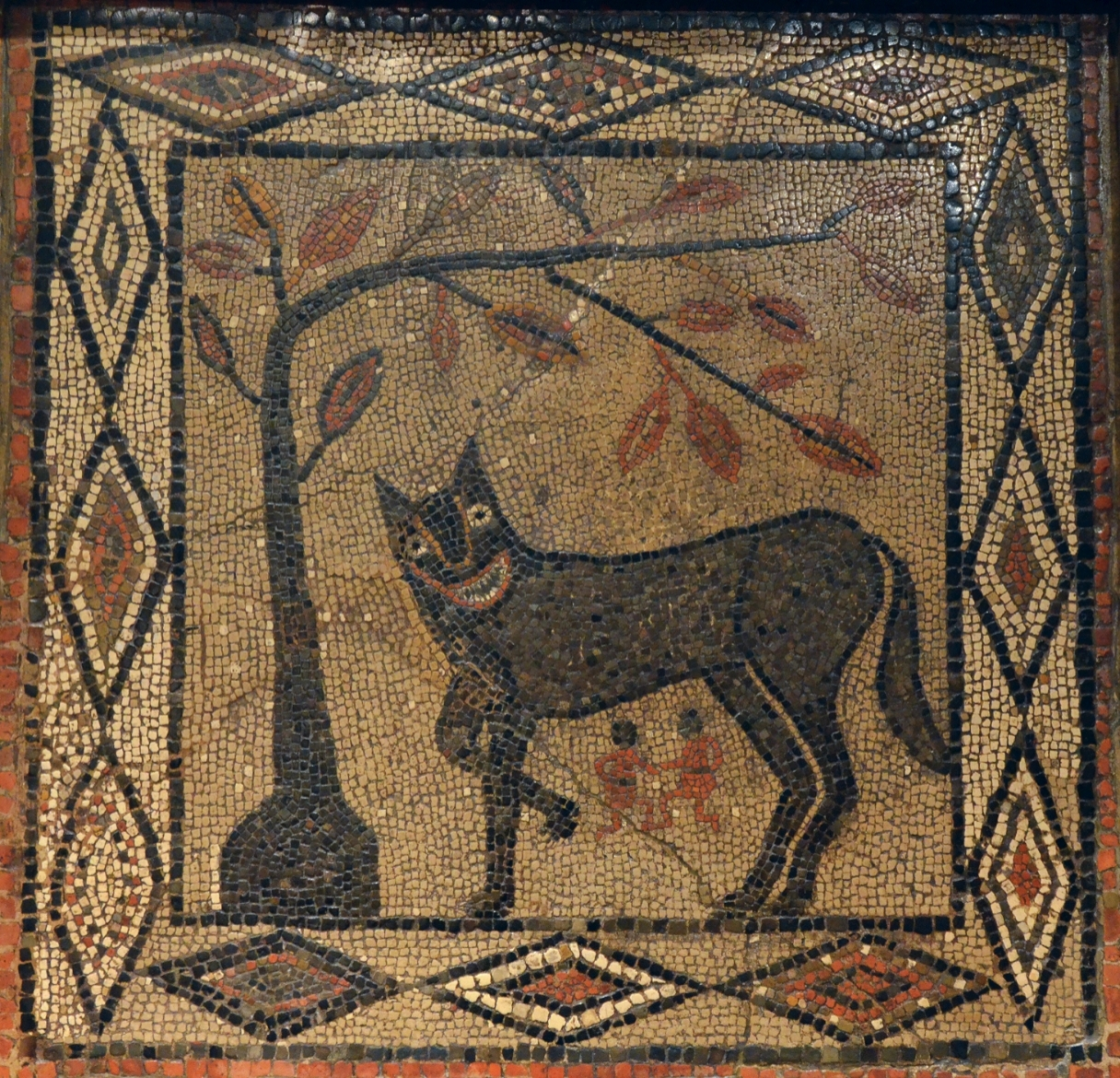
Mosaïque représentant la louve avec Romulus et Rémus, d'Aldborough (vers 300), Leeds City Museum

Isurium ou Isurium des Brigantes (latin : Isorium Brigantum) est un ancien camp romain ainsi qu'une ancienne ville située dans la province de Britannia, hébergeant désormais le village d'Aldborough, en Angleterre. 

## Histoire
Isurium Brigantum, l'un des centres urbains le plus au nord de l'empire romain a probablement été fondé à la fin du Ier siècle ou au début du IIe siècle. Le civitas romain était le centre administratif de la tribu des Brigantes, la tribu la plus grande et la plus au nord de la Bretagne. Les villes romaines tel qu'Exeter, Leicester, Chichester et Canterbury possédaient le même statut d'Isurium.

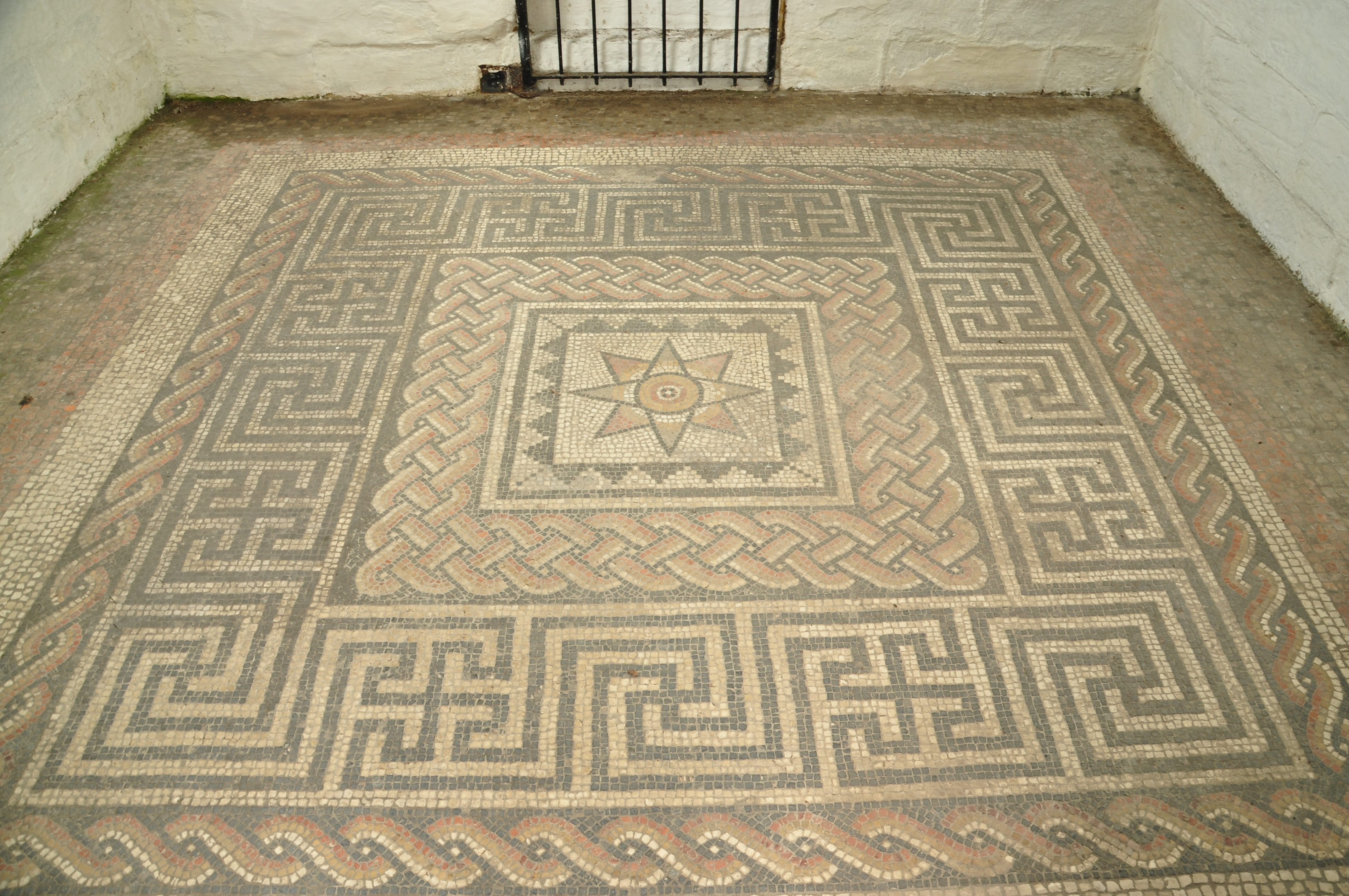
Mosaïque à Aldborough

Tacite témoigna qu'Isuer était le siège de Venutius, le roi des Brigantes ayant usurpé le pouvoir de sa femme, Cartimandua et de son amant Volucatus au début du Ier siècle. Cartismandua accueillit les Romains qui ne percevaient que peu de menace de la part des Brigantes et l'armée romaine concentra son occupation au sud de Brigantium. Lorsque Venutius et ses hommes commencèrent à attaquer les centres Brigantiens vers la fin du Ier siècle, l'armée romaine la repoussa plus au nord. Tacite signale la soumission finale des Brigantes, produit par Cnaeus Julius Agricola en 79, qui construisit Isurium.  
On raconte que son nom dériverait du nom latin de la rivière Iseur, qui est maintenant devenue l'Ure. Il est possible qu'une colonie Brigantienne existait à Isurium avant l'invasion romaine. Il existe de nombreux site préhistoriques le long de la route A1 en Grande-Bretagne longeant partiellement Watling Street et Dere Street. Il existe également trois menhirs à Boroughbridge connus en tant que Devil's Arrows (les Flèches du Diable) à moins de deux kilomètres du site.

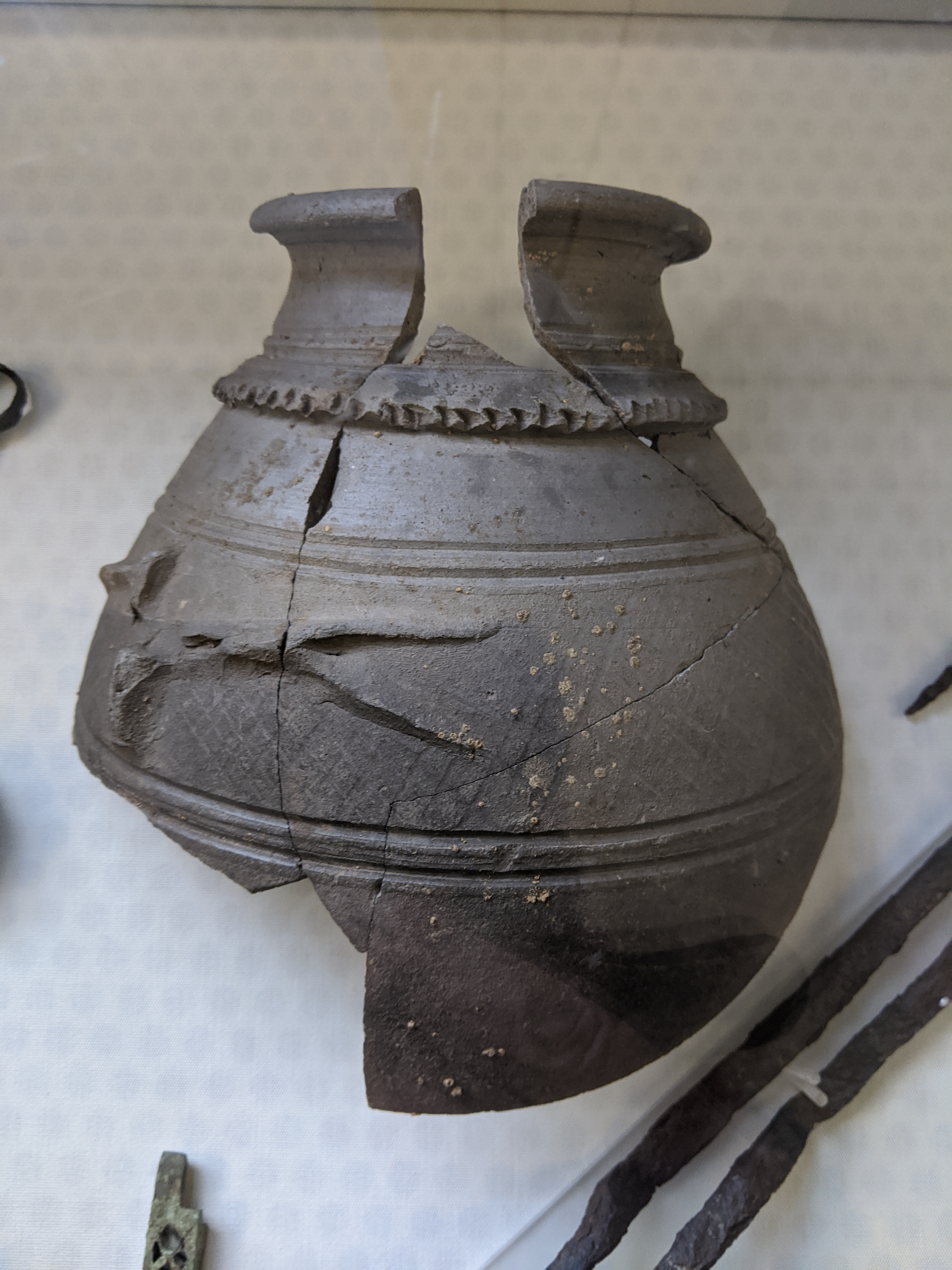
Vestiges d'un pot retrouvé à Aldborough en 2020

Il n'existe aucune preuve archéologique permettant d'insinuer qu'une colonie Brigantienne s'appelait Iseur : la colonie de l'âge du fer la plus probable est Stanwick, situé non loin de Richmond, où Cartimandua avait sa base. Isurium devint probablement une colonie civile entre le camp de Roecliffe et la rivière Ure à la fin du Ier siècle. La Capitale Civitas a probablement été établie vers 160. 
Il a été pensé qu'Isarium fut le site d'un camp romain datant du Ier siècle où Watling Street et Dere Street croisaient la rivière Ure. Des fouilles menées en 1993 ont permis de localiser deux forts à Roecliffe, près de Boroughbridge, et des découvertes du Ier siècle à Aldborough proviennent très probablement d'un site civil apparenté. Isurium Brigantum possèdait d'importants édifices datant probablement du début du IIe siècle. Des murailles de pierre ainsi que quatre portes furent ajoutées au milieu du IIIe siècle. Les vestiges visibles constituent une petite fraction de la ville romaine. Isurium prospéra pendant les cents prochaines années, avec la construction de propriétés privées élaborées constituées de sols faits de mosaïque. Au milieu du IVe siècle, des bastions furent ajoutés à ses défences et des troubles généraux à travers l'Empire semblent avoir affecté la prospérité de la ville.

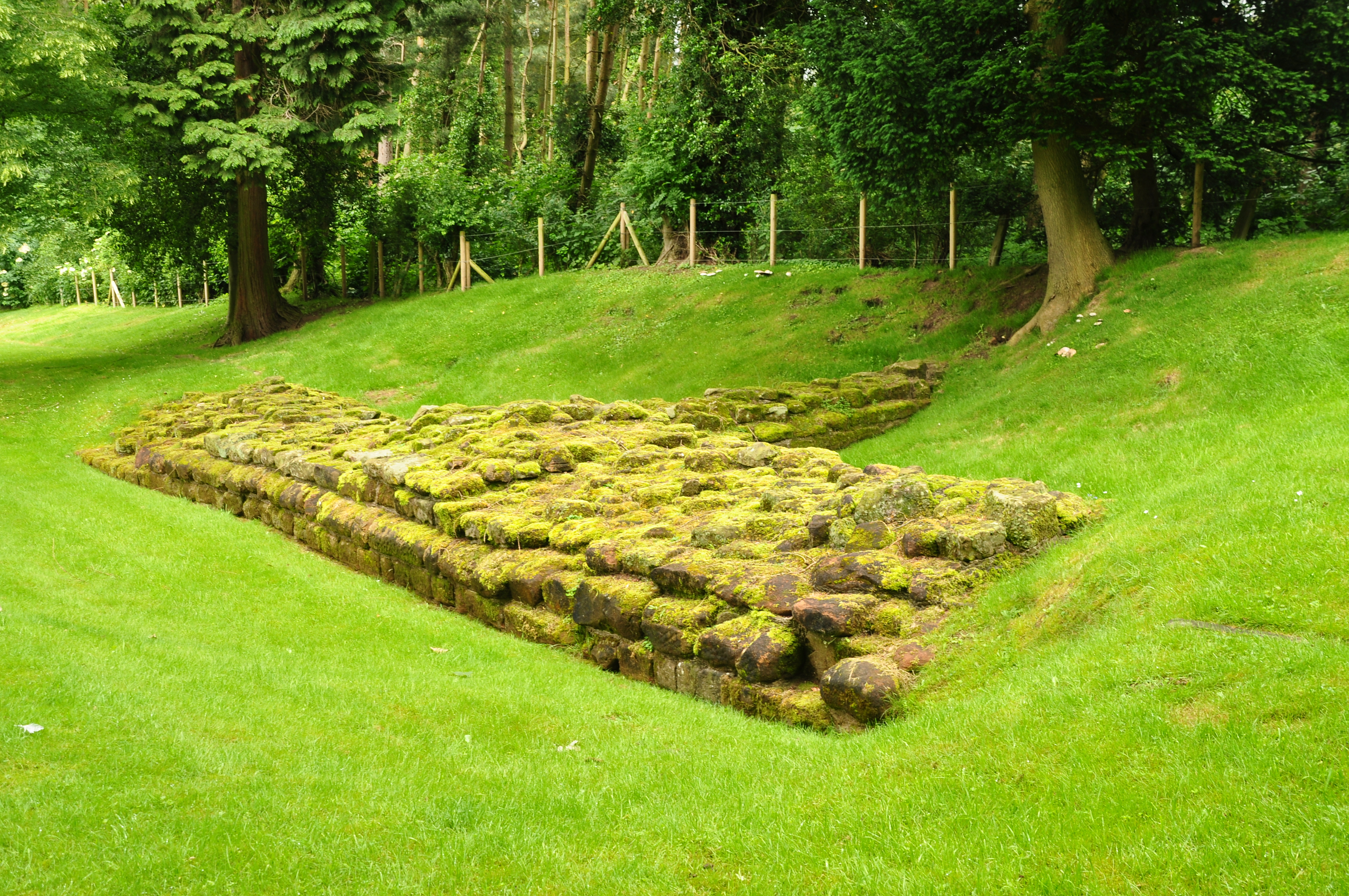
Ruines de la muraille de la ville romaine d'Aldborough

Il existe une preuve d'une occupation à la suite de la fin de la domination romaine en Bretagne et au VIIe siècle, les Anglo-Saxons prirent le pouvoir. 

## Archéologie
L'antiquaire John Leland, au XVIe siècle, fit remarquer : 
« There be now large feeldes, fruteful of corn, in the very places where the howsing of the town was; and in these feeldes yereley be founde in ploughing many coynes of sylver and brasse of the Romaine stampe—Ther also have been found sepulchres, aqaue ductus tessalata paviamenta &.c. »
— The itinerary of John Leland in or about the years 1535-1543.
        
« Il y a maintenant de grands terrains, remplis de blé, dans les lieux mêmes où se déroulait le labourage de la ville ; et dans ces terrains on a trouvé, en labourant, de nombreux gisements d'argent et de laiton de la marque romaine. On a aussi trouvé des sépulcres, des aqueducs tessalés paviamenta, etc. »
Deux siècles après lui, Daniel Defoe écrivit :
« Not so much ruins, especially not above ground » (« Il n'y a pas tellement de ruines, surtout pas au-dessus du sol »)
En 2011, une numérisation géomagnétique révéla l'existence d'un amphithéâtre, soulignant l'importance d'Isurium en tant que ville romaine majeure. 
Le site devint célèbre lors des fouilles ayant pris place en 2004. Un archéologue, Daniel Ebdon, avait utilisé un détecteur de métaux pour la première fois et découvrit une pièce de monnaie romaine. Celle-ci se trouve au Yorkshire Museum, situé dans la ville d'York.